# Prosthenorchis elegans
Espèce
Synonymes
- Echinorhynchus elegans Diesing, 1851 - protonyme

Prosthenorchis elegans est une espèce d'acanthocéphales de la famille des Oligacanthorhynchidae. C'est un parasite digestif de singes du Brésil.